# Lykken kommer
Lykken kommer er en dansk film fra 1942 efter manuskript af Hasse Ekman.
- Manuskript Svend Rindom.
- Instruktion Emanuel Gregers.

Blandt de medvirkende kan nævnes:
- Marguerite Viby
- Ebbe Rode
- Johannes Meyer
- Ib Schønberg
- Erika Voigt
- Henry Nielsen